# Marie-Paule Djegue Okri
Marie-Paule Djegue Okri  est une activiste féministe et agronome ivoirienne, cofondatrice de la Ligue ivoirienne du droit des femmes. Elle est lauréate du prix Simone de Beauvoir pour la liberté des femmes en 2024.

## Biographie
Marie-Paule Okri est agronome de formation et consultante en agroécologie. Elle a d'abord étudié l'agriculture tropicale avec une spécialisation en culture végétale à l'Académie Internationale des Sciences et Techniques d'Abidjan et a suivi une formation d'ingénieur agronome à l'Institut privé d'agriculture tropicale de 2022 à 2024.
Son engagement féministe s’inscrit dans une perspective afro-féministe qui reconnaît les spécificités et les luttes propres aux femmes africaines. Marie-Paule Okri ne considère pas le féminisme comme une lutte universelle mais plutôt comme une lutte contextualisée, prenant en compte les réalités et les traditions locales,.
Elle est membre fondatrice de la Ligue ivoirienne du droit des femmes en 2020 où elle lutte pour l'indépendance économique et financière des femmes dans les zones rurales. La ligue encourage les femmes sortir de la filière informelle et à exercer des activités génératrices de revenus financiers, notamment dans le secteur agricole. L'indépendance financière est considéré comme un moyen de lutter contre les violences conjugales en offrant aux femmes les moyens de fuir un foyer violent,,.

## Distinction
Marie-Paule Djegue Okri élue lauréate du Prix Simone-de-Beauvoir pour la liberté des femmes 2024,. 